# Jaflong

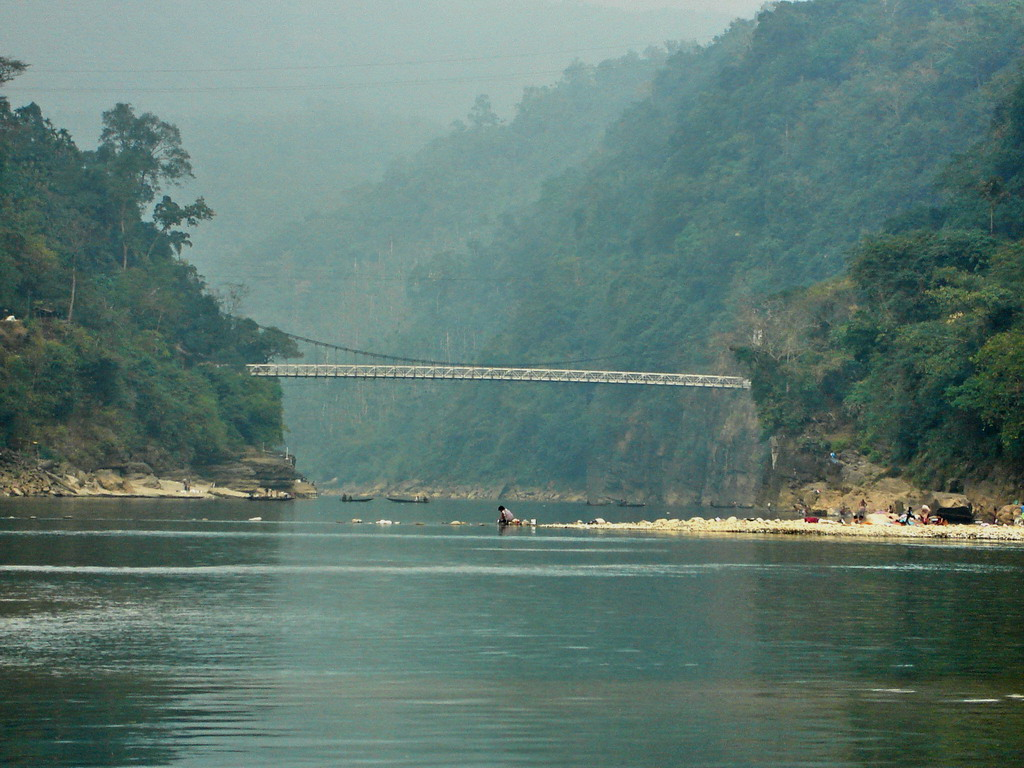
Río Piyain, Jaflong, Sylhet

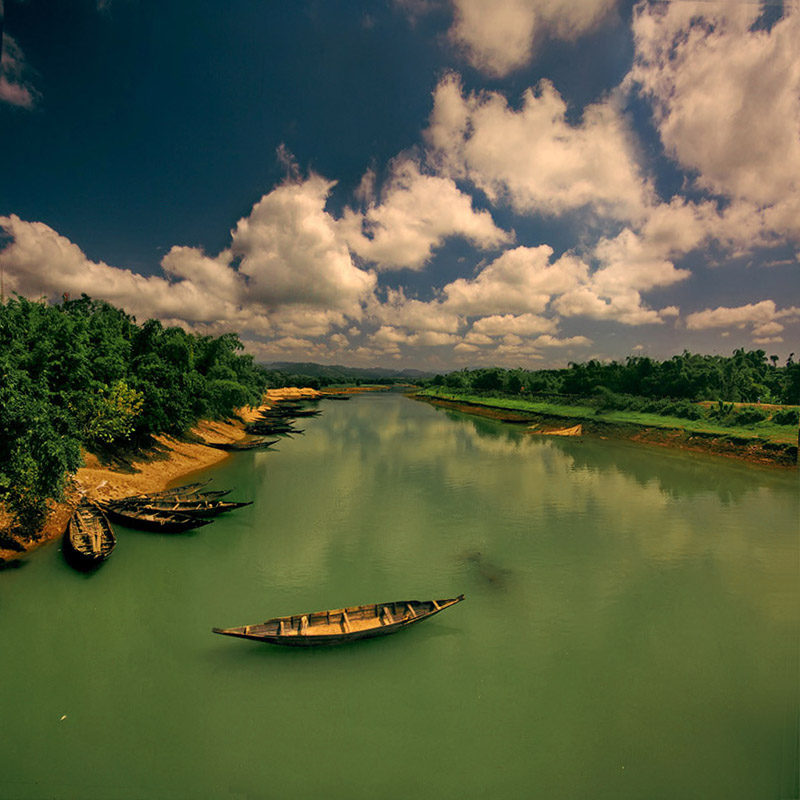
Jaflong atrae a los turistas por su entorno natural

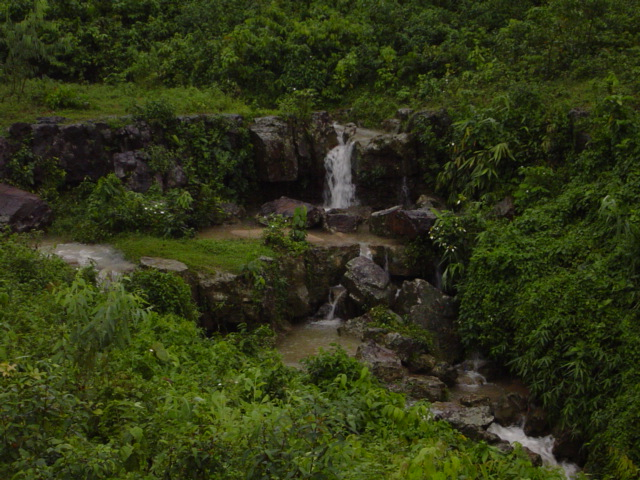
Otoñoakhta, Jaflong

Jaflong (en bengalí: জাফলং) es una localidad de montaña y un destino turístico ubicado en la división de Sylhet, al nordeste de Bangladés. Se encuentra en Gowainghat Upazila, en el distrito Sylhet, y se sitúa en la frontera entre Bangladés y el estado indio de Meghalaya. Está cubierto por montañas subtropicales y selvas tropicales, y es conocido por sus colecciones de piedra. Está habitado por la tribu khasi.

## Geografía
Jaflong es un centro turístico de la división de Sylhet. Está a unos 60 km de Sylhet y se tarda dos horas en coche para llegar allí. Jaflong se encuentra entre plantaciones de té y colinas. Está situado al lado del río Sari en el regazo de la colina Khashia.

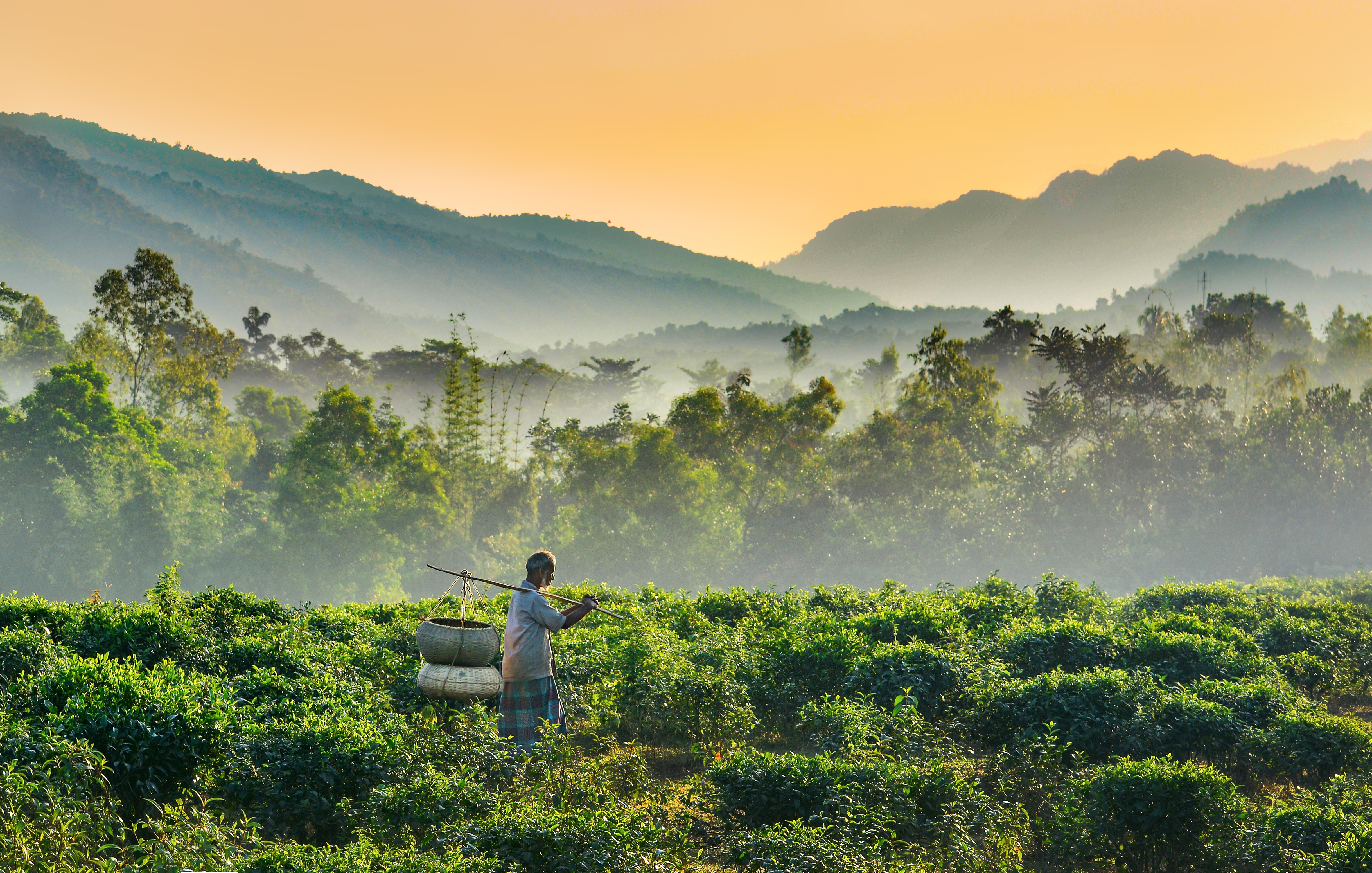
Jardín de té, Jaflong Sylhet

## Atracciones
- Colección de Rolling Stones
- Colorida vida tribal
- Khasia Rajbari (palacio del rey)
- Dauki y el Rio Piyains[3][4]
- Jardín de té
- Jardines de naranja y jackfruit
- Jardines de hojas de betel y nuez de areca

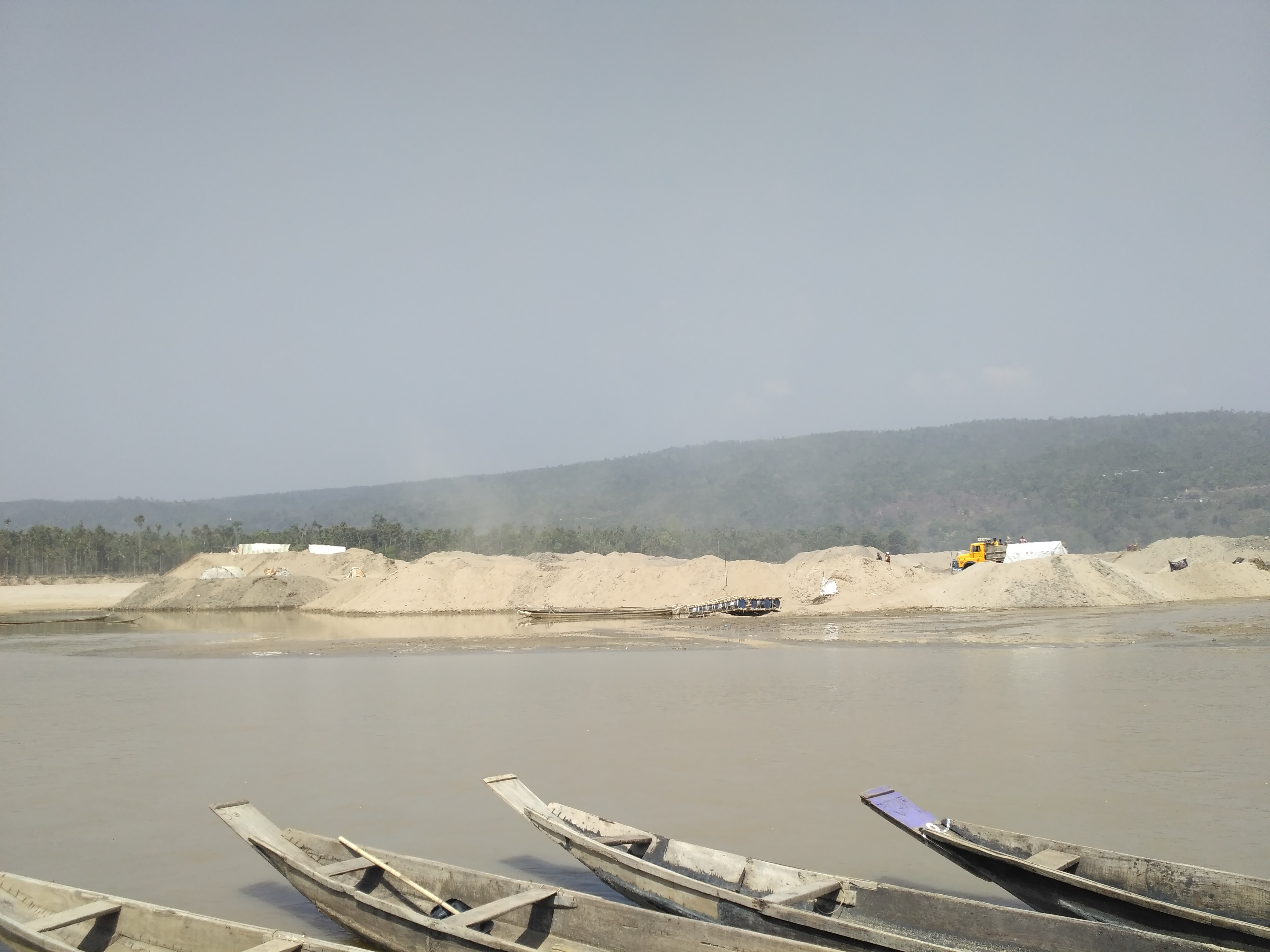
Vista del río en Jaflong.

- Dauki Bazar

## Trituración de piedra

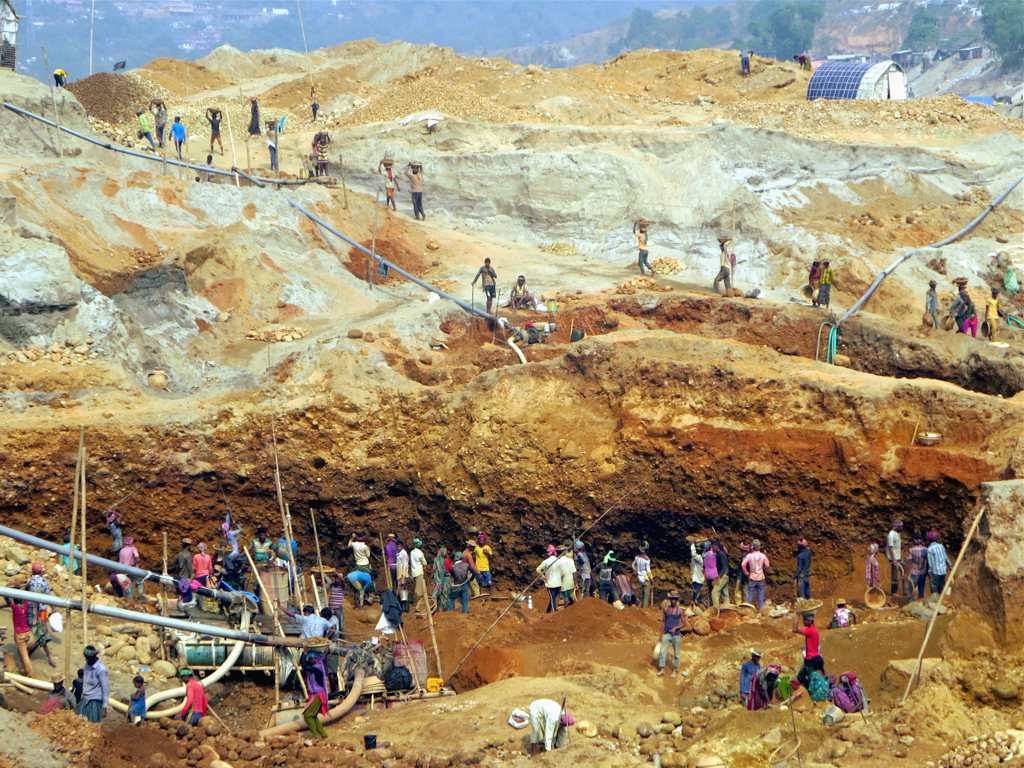
Extracción de piedra del lecho del río Goyain en Jaflong

Los acaparadores de tierras ocuparon tierras khas del gobierno y reservaron tierras forestales y extrajeron piedra cortando pequeñas colinas que contaminaban el medio ambiente de Jaflong. También establecieron molinos de trituración en el bosque sin permiso del gobierno.
Aunque la industria de la piedra de Jaflong ha servido para dar a conocer su entorno, tanto dentro como fuera del país, el aire de la comarca ha quedado contaminado debido a la expansión indiscriminada de dicha industria lítica. Por culpa del triturado de piedras, que se realiza a cielo abierto con ayuda de máquinas, el polvo de las piedras rotas se ha esparcido por los alrededores y ha perturbado la respiración de las personas que allí viven. Además, la extracción indiscriminada de piedras del río Piyain, ignorando las restricciones gubernamentales, ha amenazado la biodiversidad y la diversidad vegetal del río. Igualmente, debido a la tala masiva de árboles, a menudo se han detectado en la zona brotes de diversas enfermedades. Como resultado de todo ello, el sustento de los habitantes de la zona se ha visto muy afectado. Por ejemplo, el 20 de mayo de 2009, los barrios marginales, así como los jardines de té, se vieron dañados por deslizamientos de tierra. 

## Programa de forestación
A principios de 2005, Laskar Muqsudur Rahman, Conservador Adjunto de Bosques de la División de Bosques de Sylhet, observó que Jaflong, que había oído en su infancia cuando era el 'pulmón' del área metropolitana de Sylhet, estaba en juego debido a las continuas invasiones y al establecimiento de molinos de piedra no autorizados. Tomó iniciativas para recuperar la tierra y establecer un parque recreativo y botánico llamado 'Jaflong Green Park'. La primera piedra del Parque Verde temático de Jaflong fue colocada por Laskar Muqsudur Rahman, Conservador Adjunto de Bosques, en 2005, con la cooperación del personal forestal local dirigido por el guardabosques Mohammad Ali. Sin embargo, al principio fue una tarea difícil debido a los conflictos locales y a las limitaciones de procedimiento. El programa de forestación en el Jaflong Green Park se ha iniciado bajo la supervisión de las fuerzas conjuntas, la Fundación Jaflong y el Departamento Forestal. Han emprendido conjuntamente el programa de forestación con unas 100 hectáreas de tierras acaparadas. Bajo el programa de forestación, varios tipos de árboles, incluyendo el híbrido Akash-moni, están siendo plantados en el parque para mantener el equilibrio ecológico.

## Galería

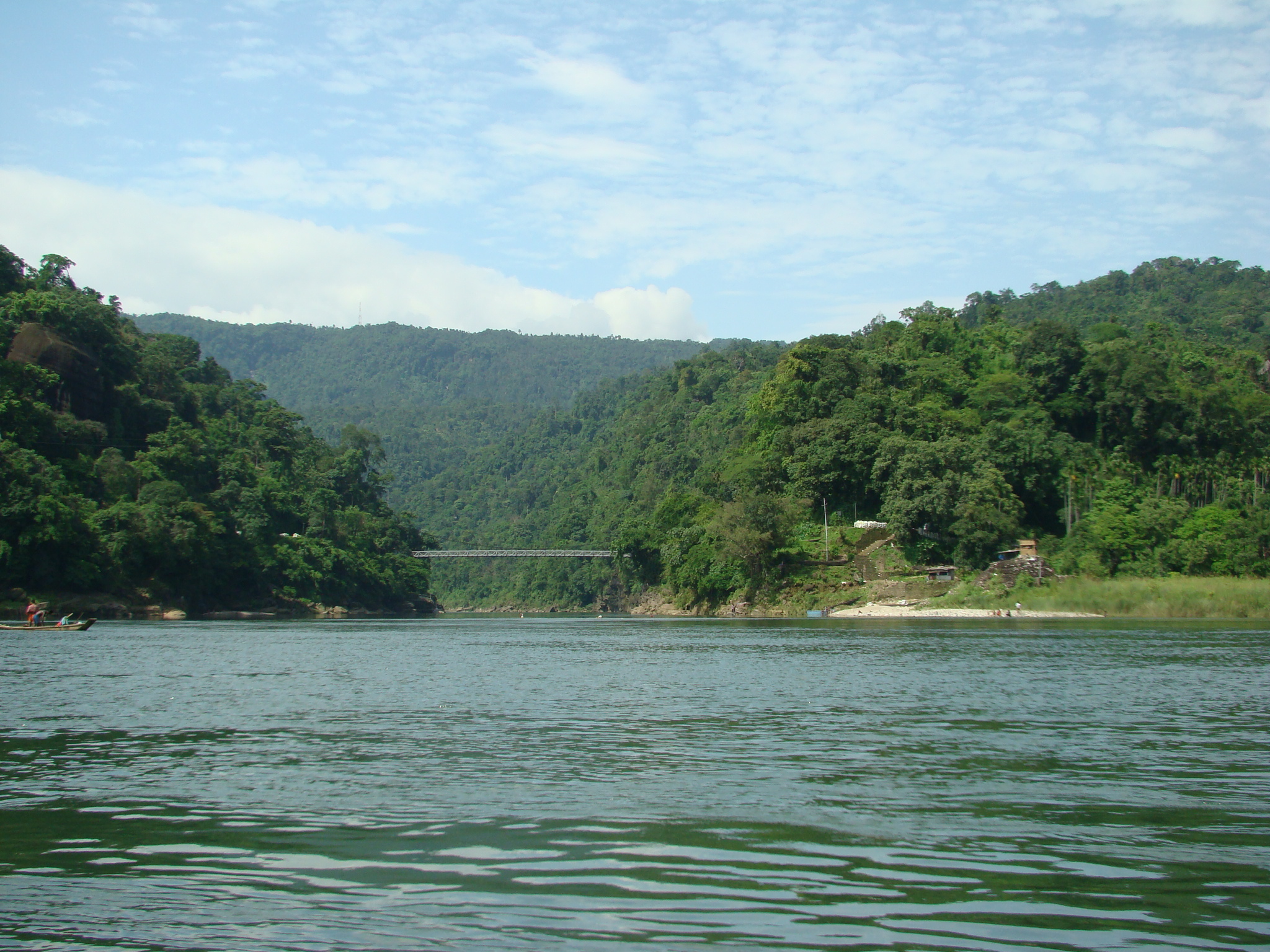
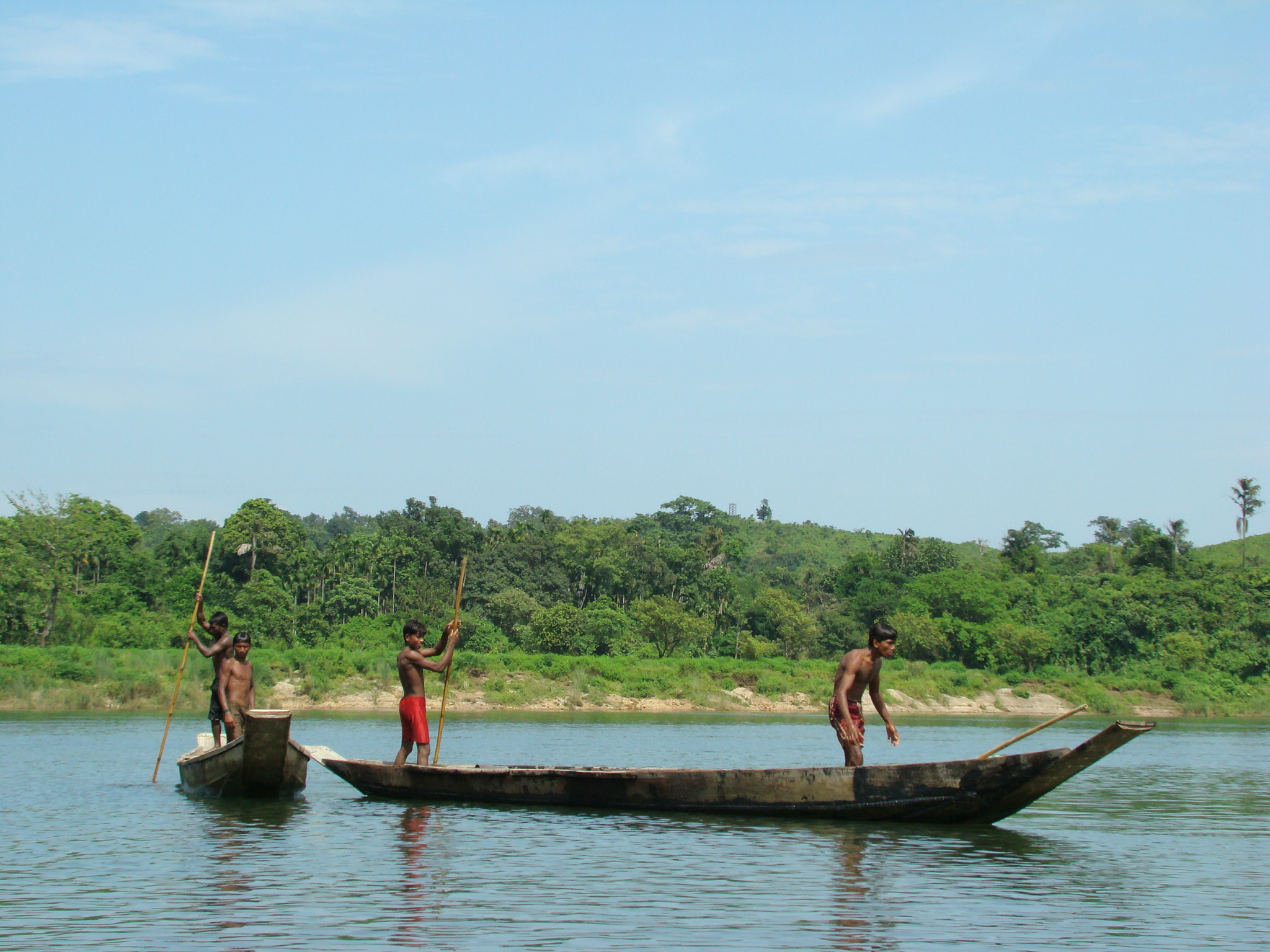
Barco
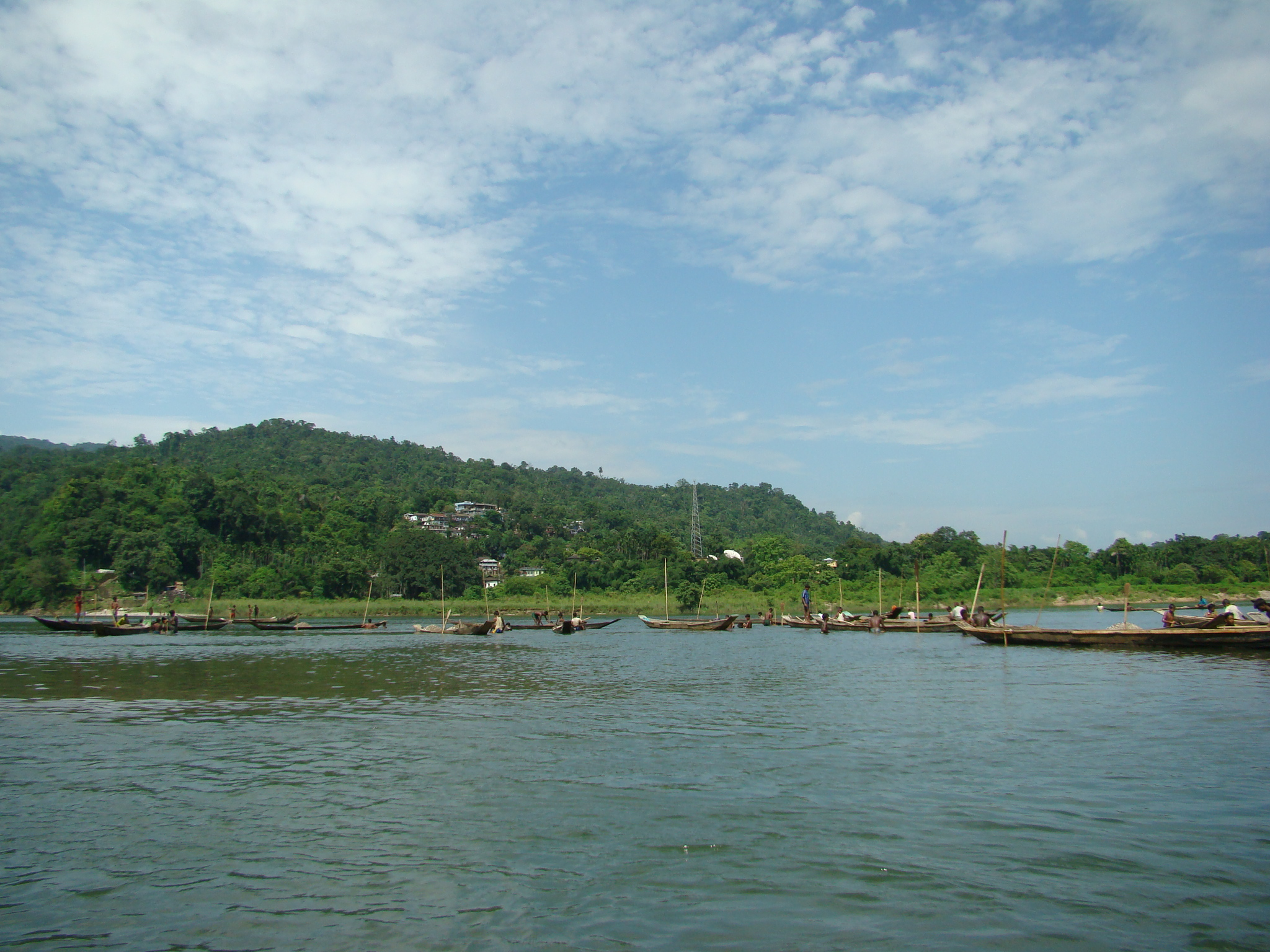
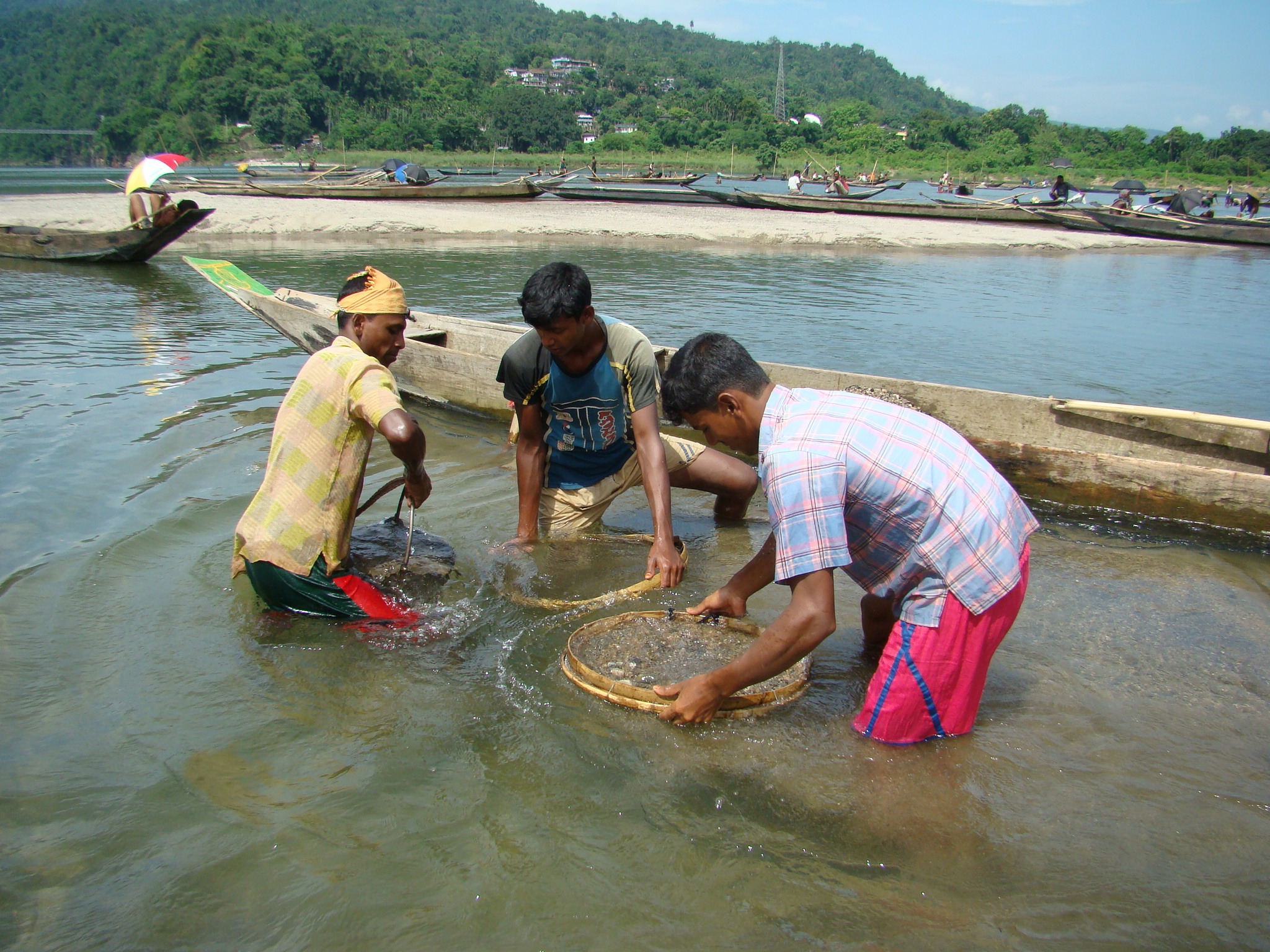
Recolección de Piedras
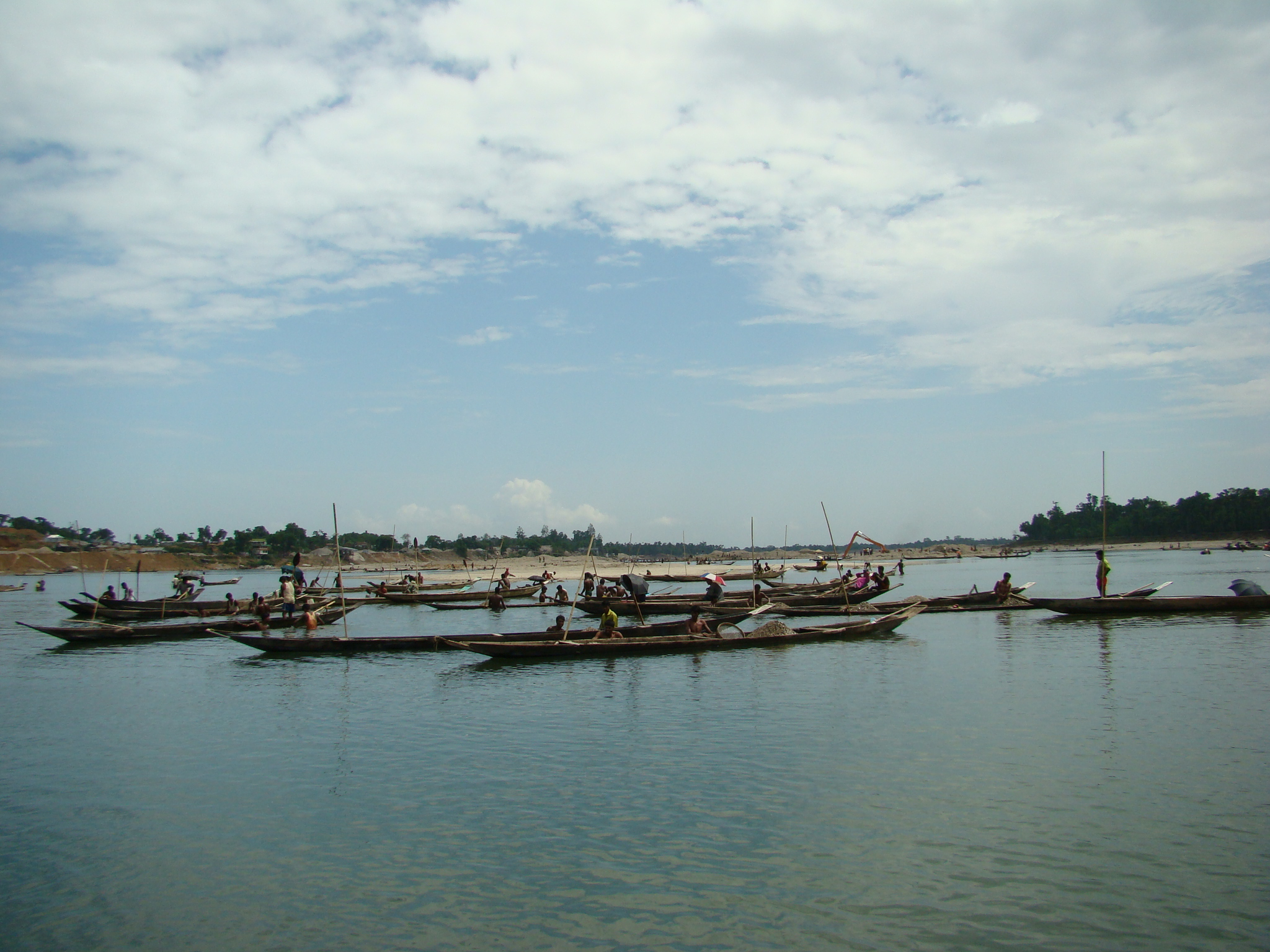
Barcos
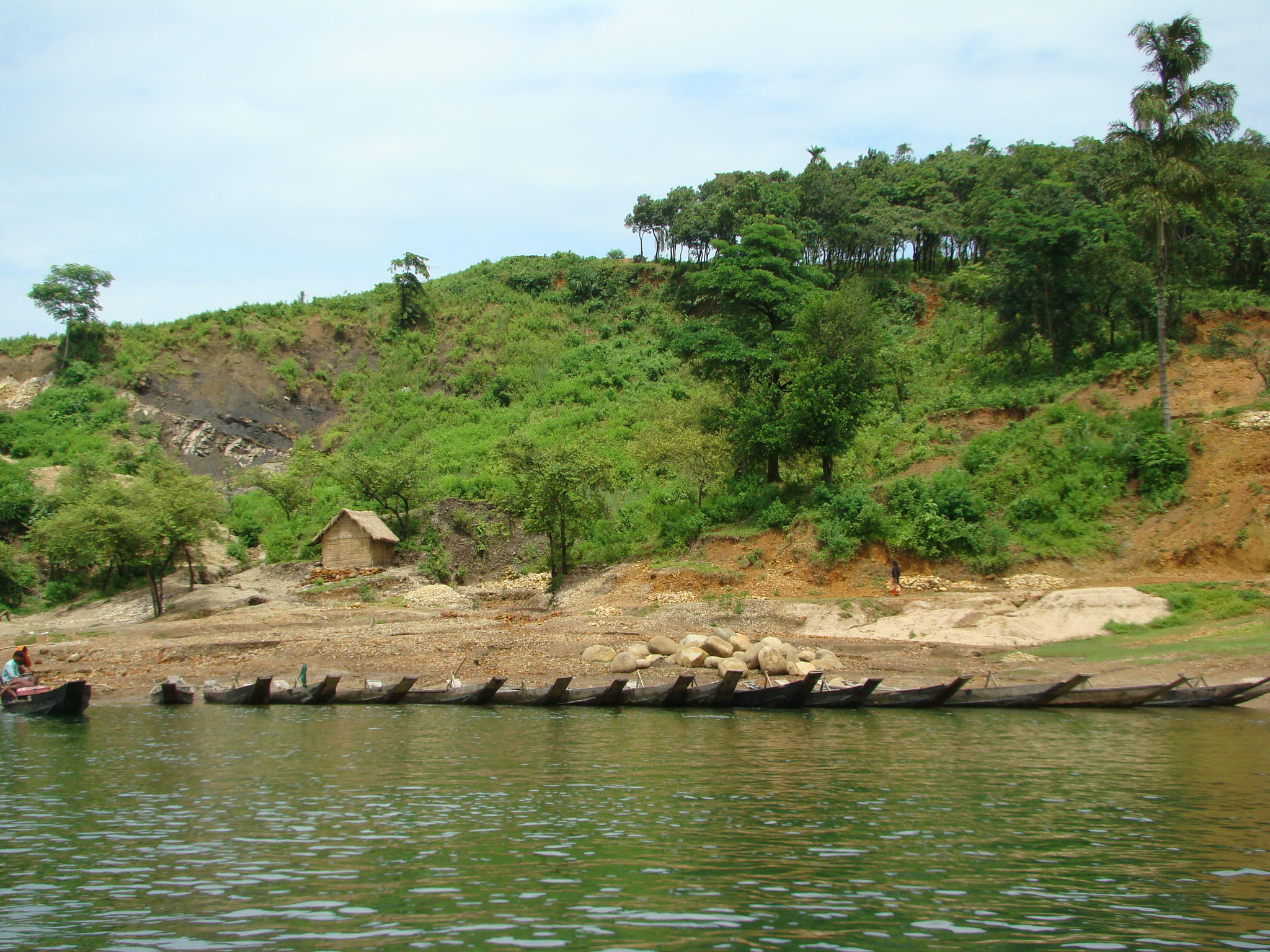
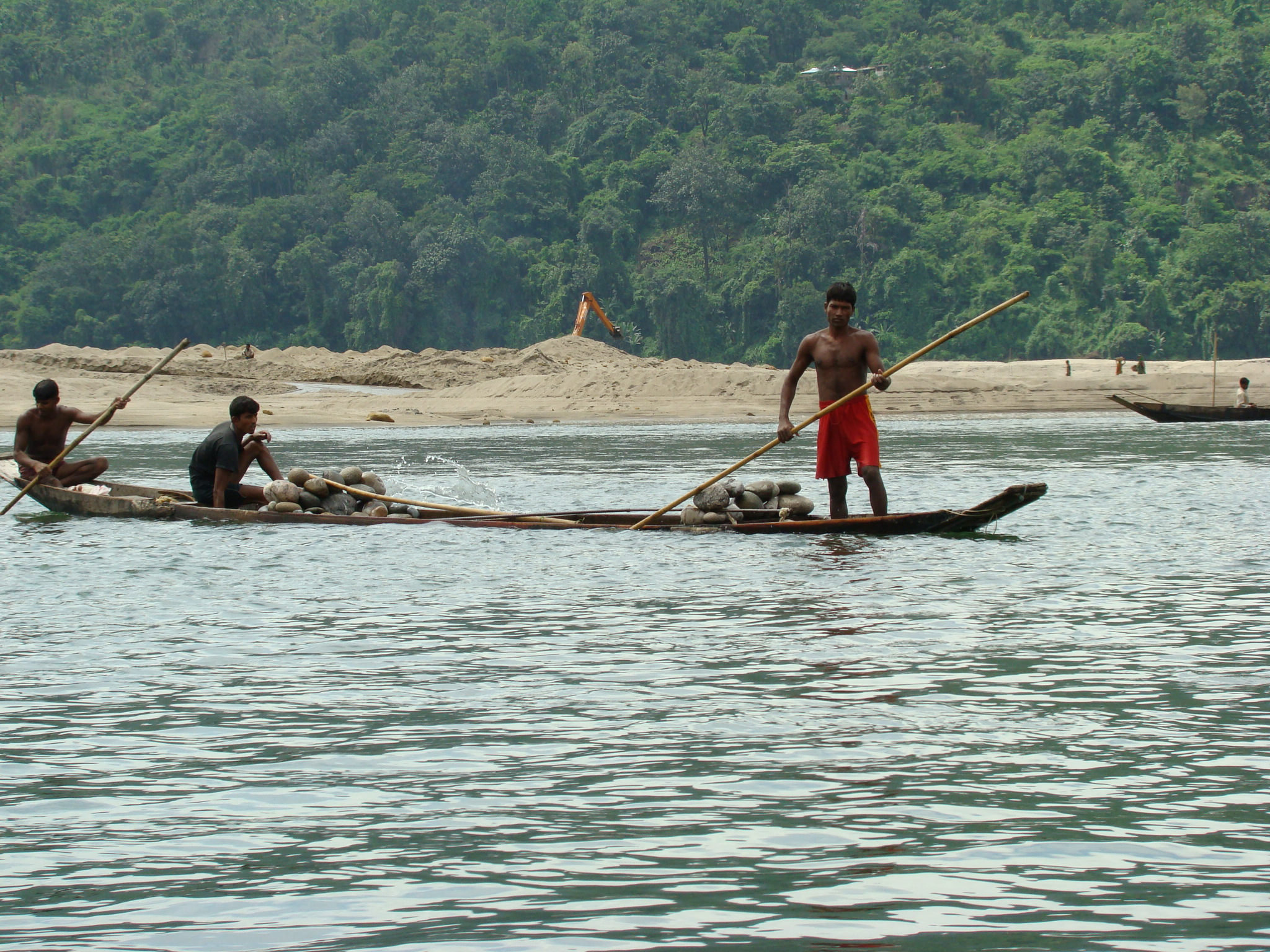
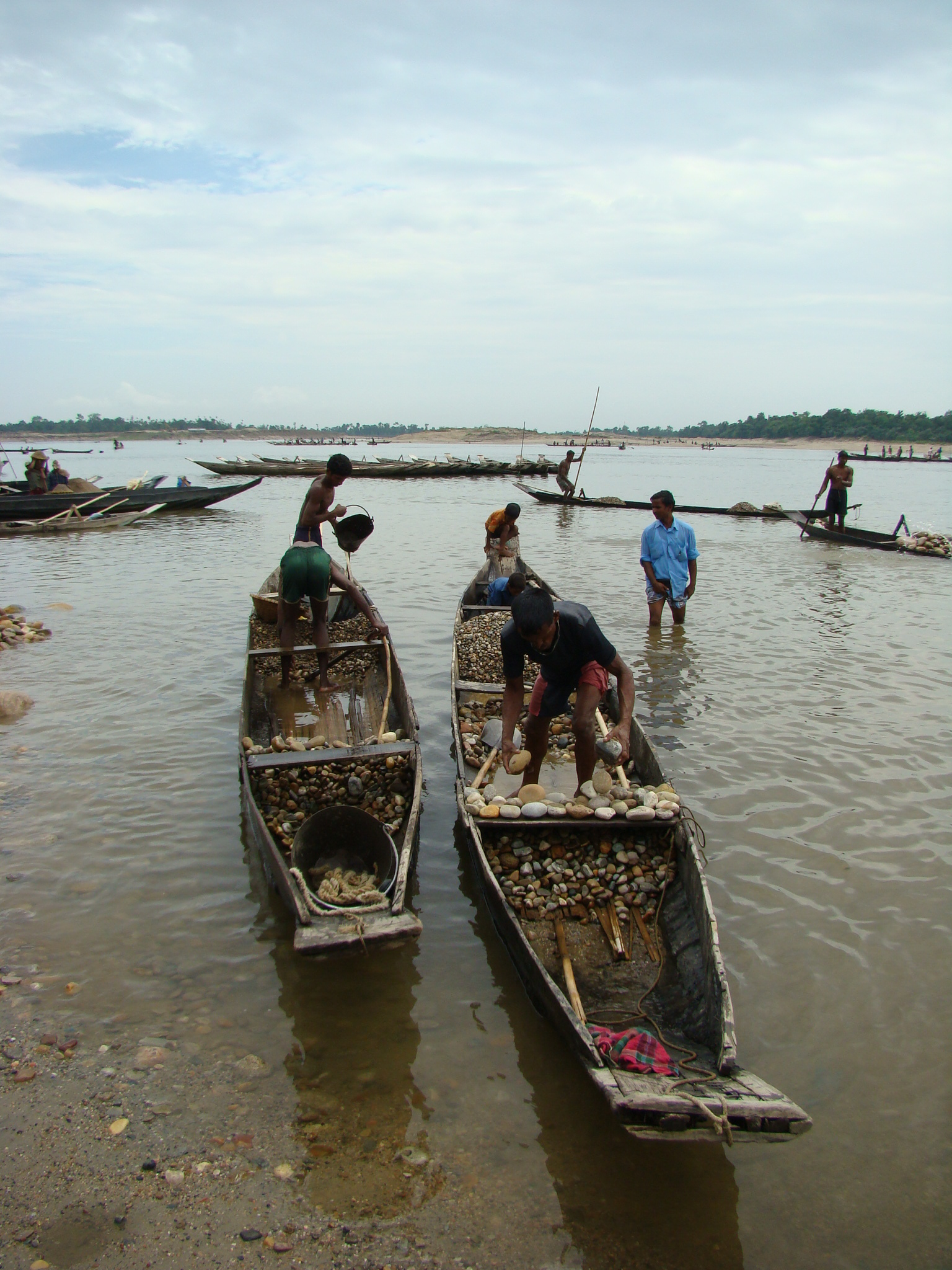
Barcos
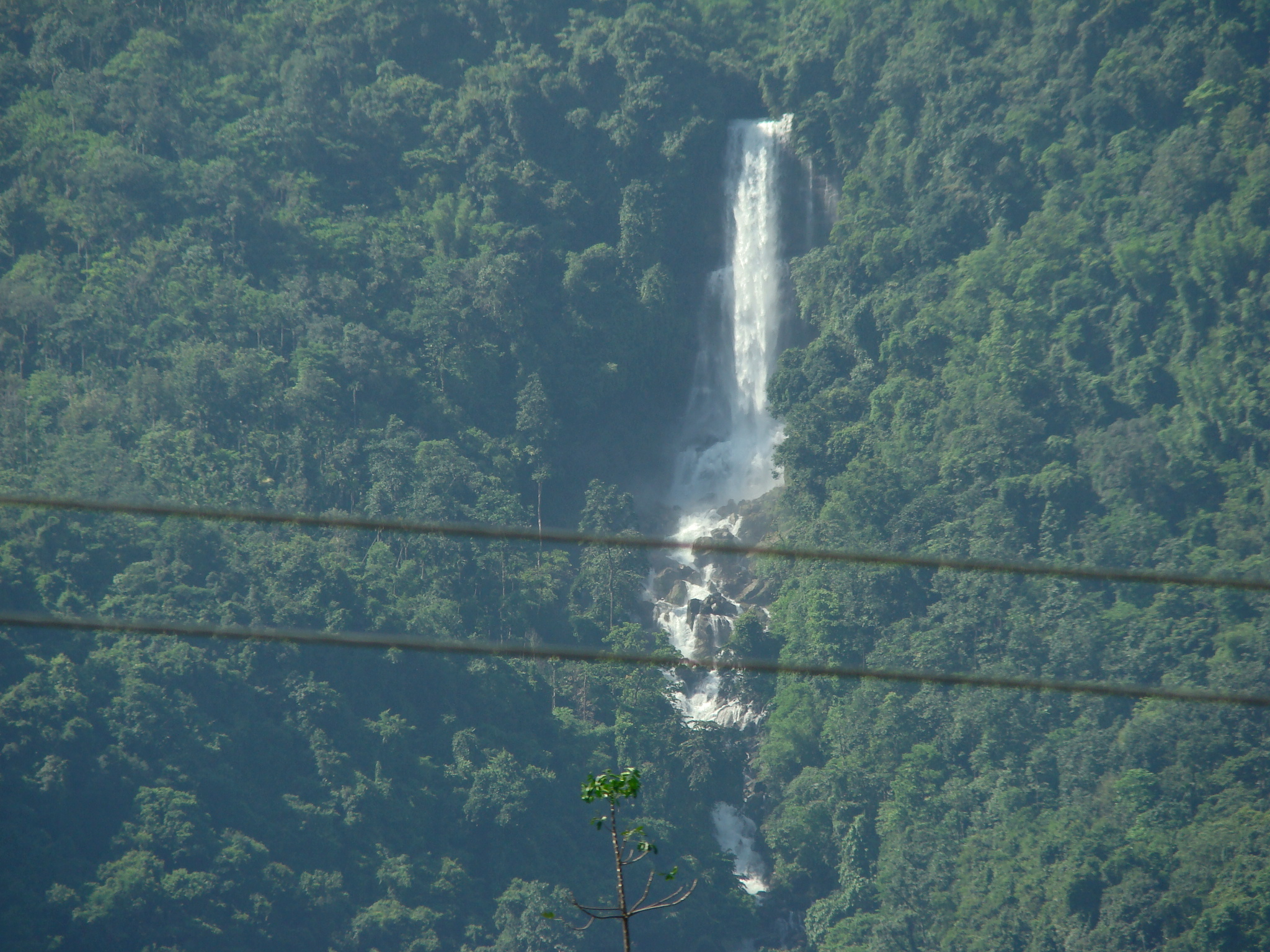
La primavera de camino a Jaflong
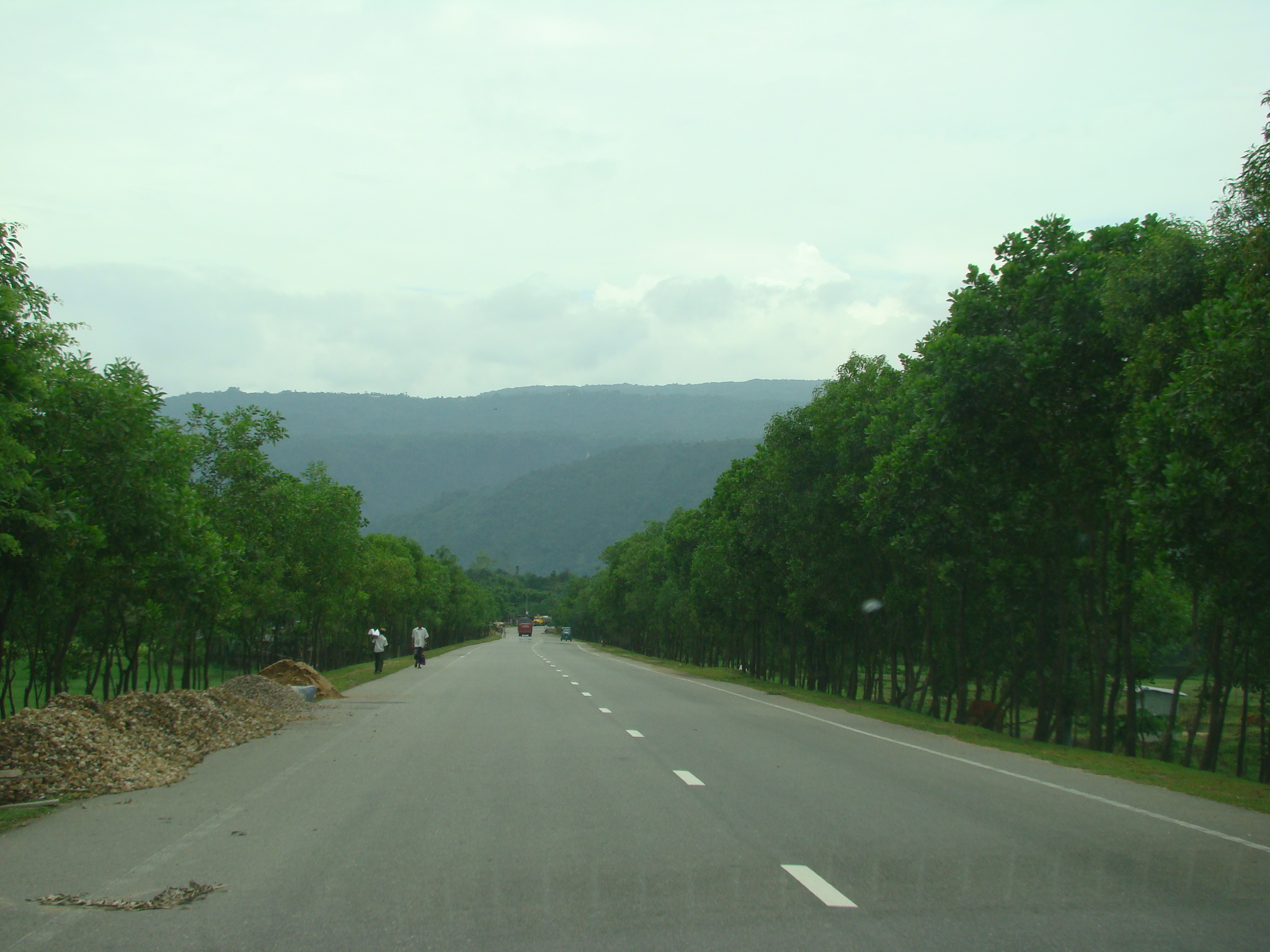
Vía a Jaflong
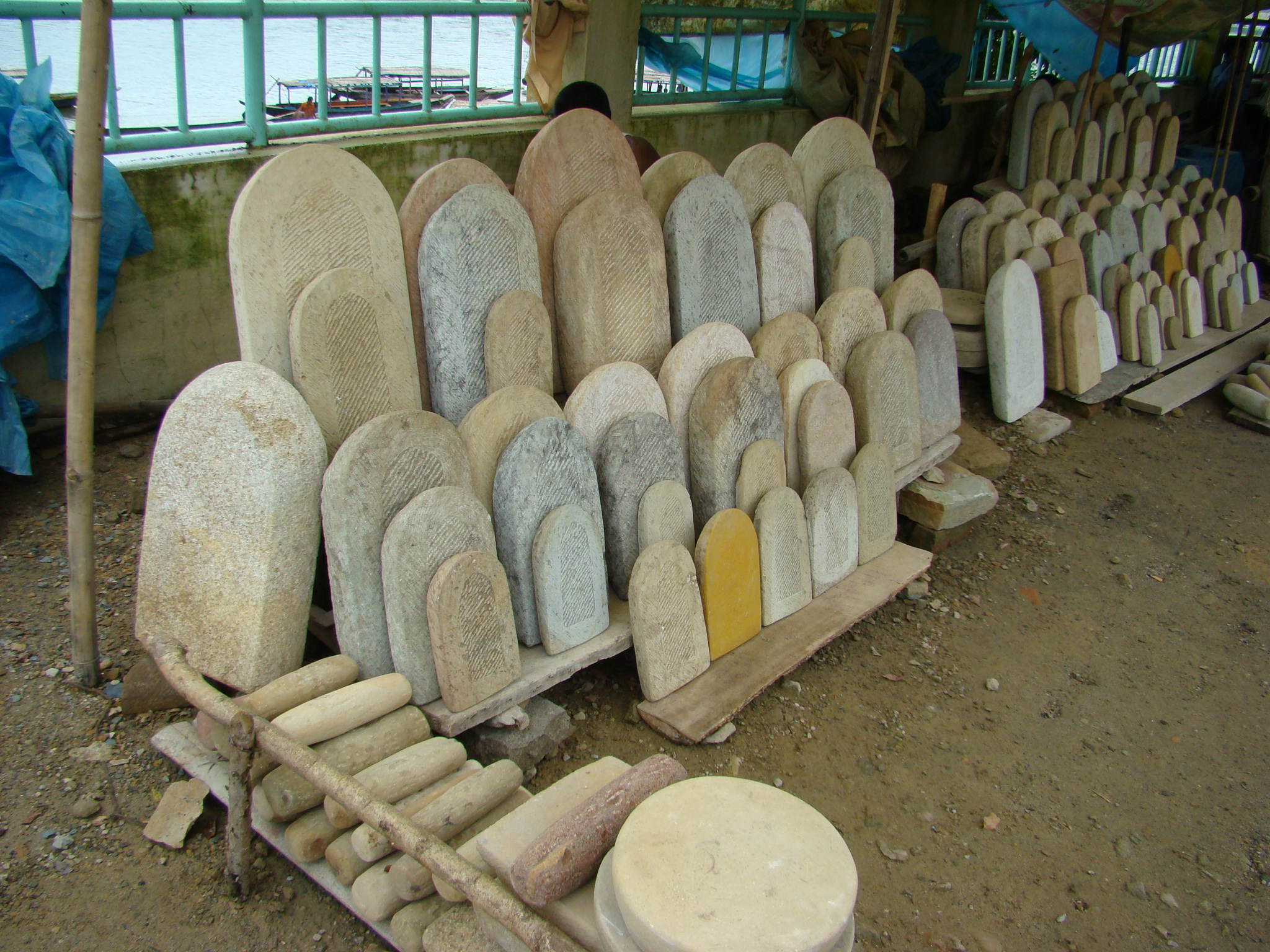
Piedras de Quern en venta en Jafflong
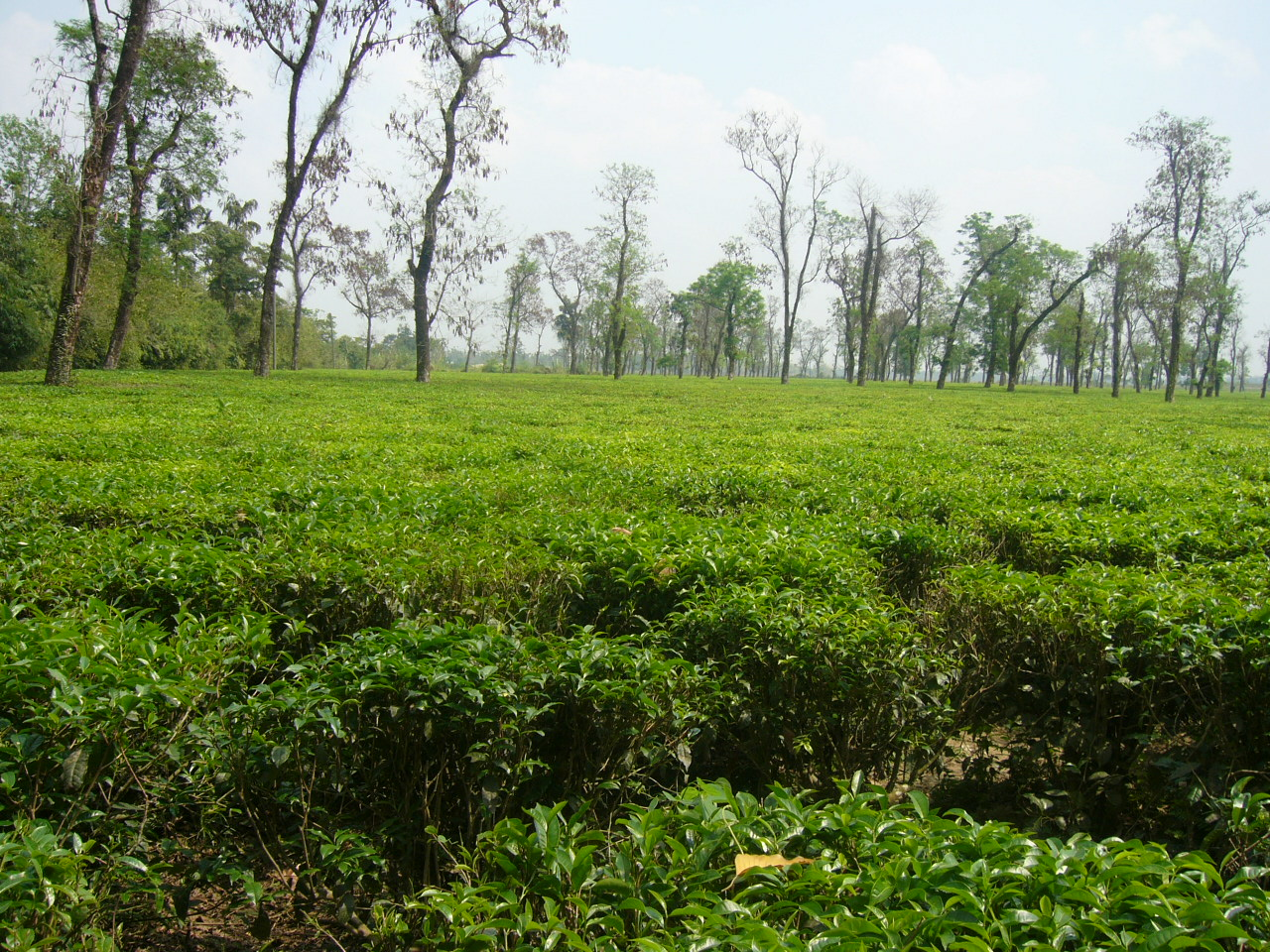
Jardín de té en Jaflong
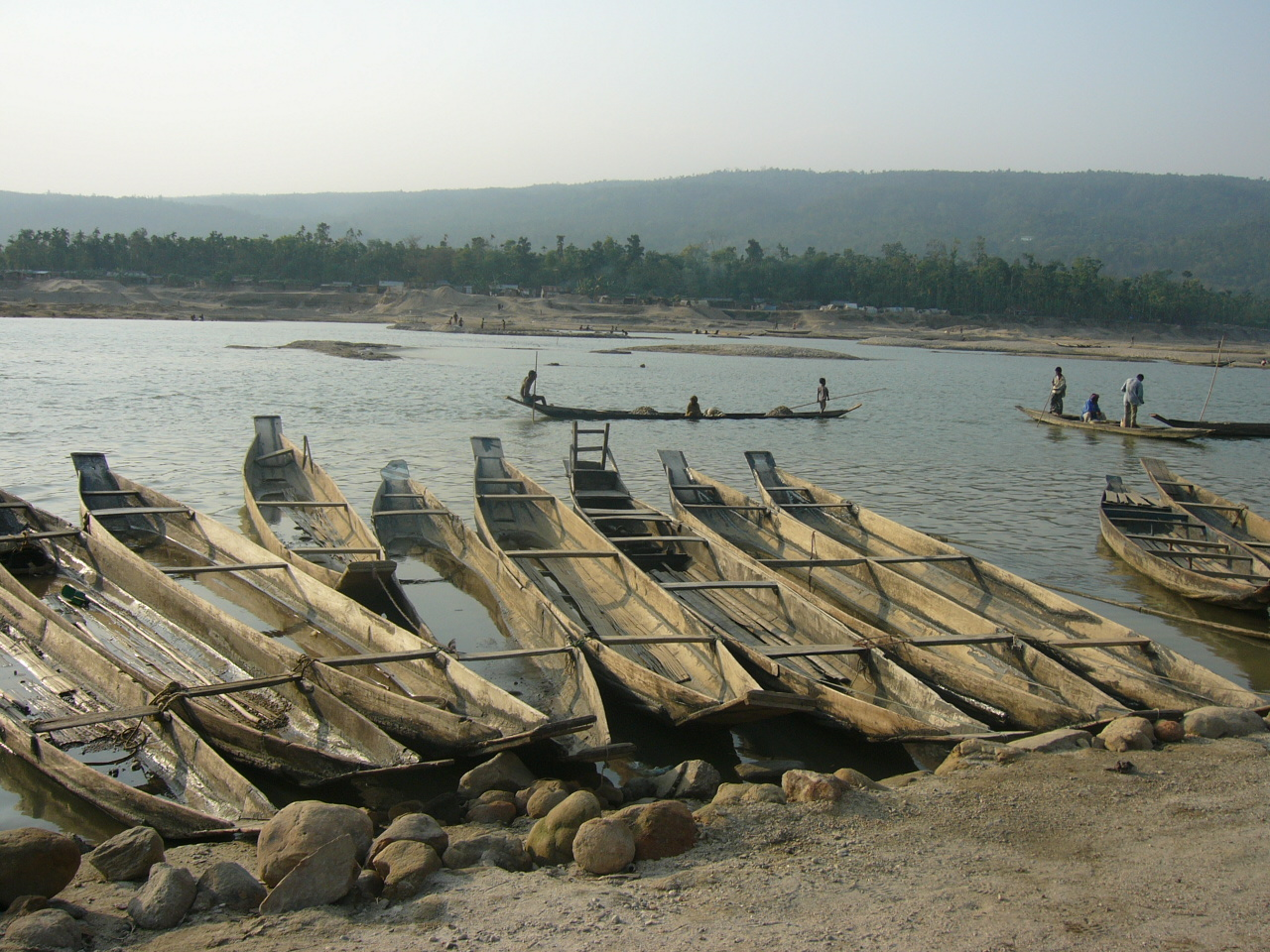
Barcos
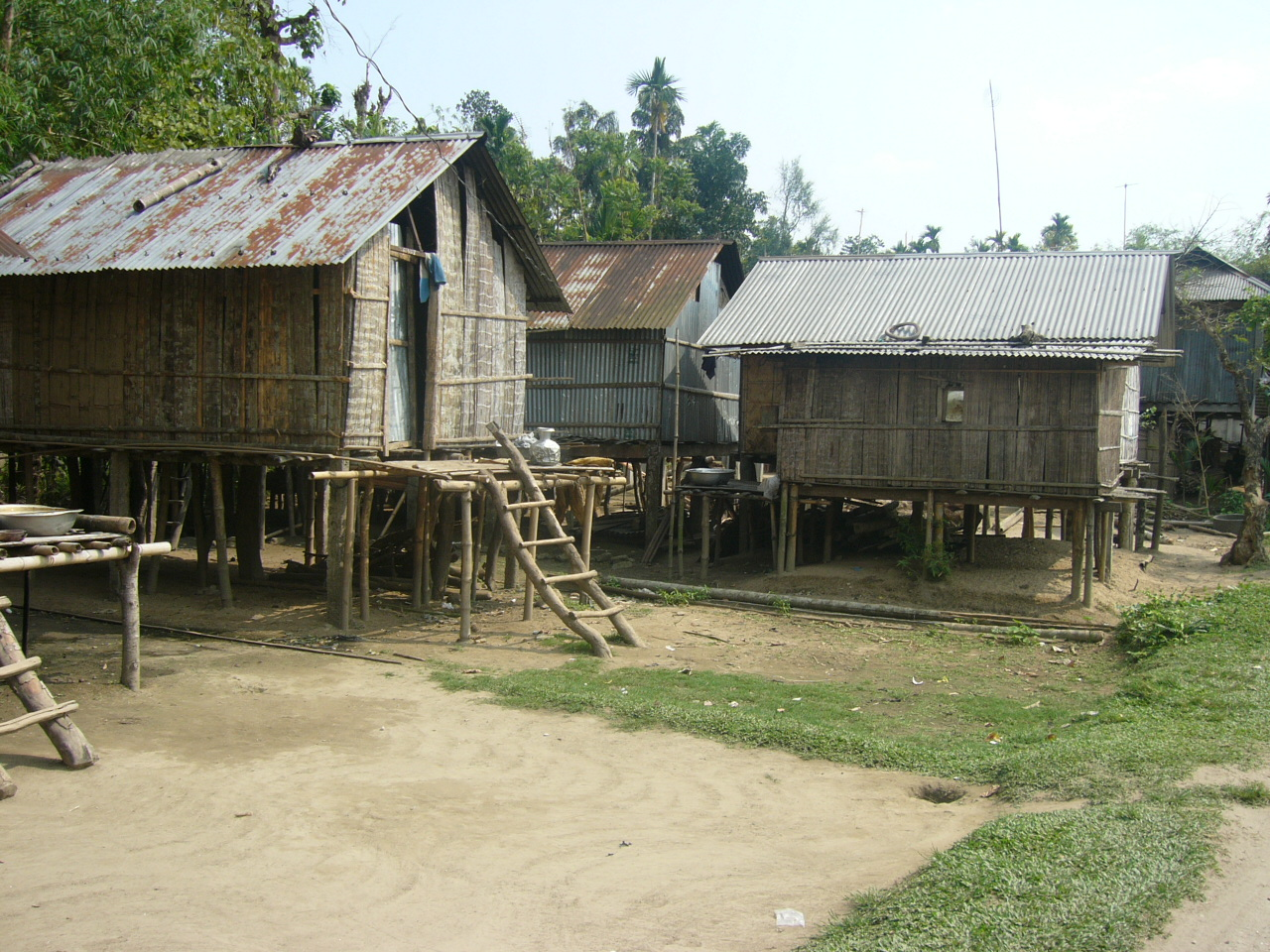
Casas de la Tribu Khasia